# Хааберсти (микрорайон)
Ха́аберсти (эст. Haabersti) — микрорайон в одноимённом районе Хааберсти города Таллина, столицы Эстонии. 

## География

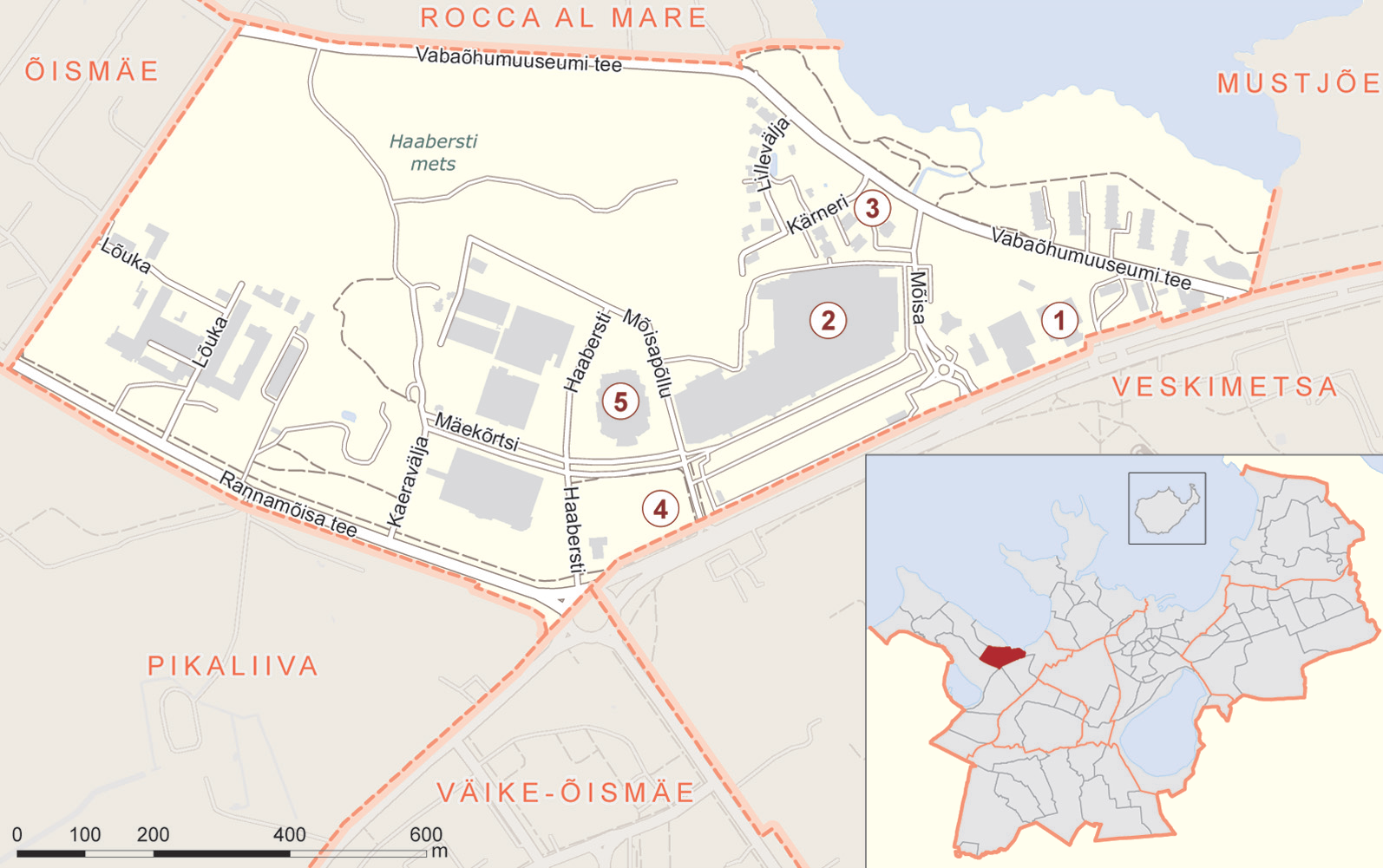
Карта микрорайона Хааберсти

Расположен в западной части Таллина. Граничит с микрорайонами Вескиметса, Вяйке-Ыйсмяэ, Мустйыэ, Пикалийва, Рокка-аль-Маре и Ыйсмяэ. Площадь — 0,97 км². Плотность населения на 1 января 2023 года — 990,7 чел/км². Большу́ю часть территории микрорайона занимает лесопарк Хааберсти.

## Улицы
Основные и самые протяжённые улицы микрорайона Хааберсти: Вабаыхумуузеуми, Мяэкыртси, Палдиское шоссе, улицы Раннамыйза и Хааберсти.

## Население
| Численность населения микрорайона Хааберсти на 1 января по данным Регистра народонаселения | Численность населения микрорайона Хааберсти на 1 января по данным Регистра народонаселения | Численность населения микрорайона Хааберсти на 1 января по данным Регистра народонаселения | Численность населения микрорайона Хааберсти на 1 января по данным Регистра народонаселения | Численность населения микрорайона Хааберсти на 1 января по данным Регистра народонаселения | Численность населения микрорайона Хааберсти на 1 января по данным Регистра народонаселения | Численность населения микрорайона Хааберсти на 1 января по данным Регистра народонаселения | Численность населения микрорайона Хааберсти на 1 января по данным Регистра народонаселения |
| 2008                                                                                       | 2010                                                                                       | 2011                                                                                       | 2012                                                                                       | 2013                                                                                       | 2014                                                                                       | 2015                                                                                       | 2016                                                                                       |
| ------------------------------------------------------------------------------------------ | ------------------------------------------------------------------------------------------ | ------------------------------------------------------------------------------------------ | ------------------------------------------------------------------------------------------ | ------------------------------------------------------------------------------------------ | ------------------------------------------------------------------------------------------ | ------------------------------------------------------------------------------------------ | ------------------------------------------------------------------------------------------ |
| 486                                                                                        | ↗570                                                                                       | ↗600                                                                                       | ↗656                                                                                       | ↗665                                                                                       | ↗707                                                                                       | ↗714                                                                                       | ↗781                                                                                       |
| 2017                                                                                       | 2018                                                                                       | 2019                                                                                       | 2020                                                                                       | 2021                                                                                       | 2022                                                                                       | 2023                                                                                       |                                                                                            |
| ↗822                                                                                       | ↗840                                                                                       | ↗873                                                                                       | ↗914                                                                                       | ↗928                                                                                       | ↗966                                                                                       | ↘961                                                                                       |                                                                                            |

## История
Микрорайон Хааберсти был официально образован в 1993 году и назван в честь мызы Хаберсти, которая вледале бо́льшей частью земель нынешнего микрорайона. Принадлежащая Таллину мыза была основана, вероятно, в конце XVI века. В 1920-х годах, в результате земельной реформы, здесь возникло одноимённое поселение, позднее деревня, которая в 1946 году была присоединена к Таллинну.

## Предприятия торговли и досуга
- Paldiski mnt 100А — Таллинское представительство автомобилестроительной компании «Audi»[10];
- Paldiski mnt 102 — торговый центр «Рокка-аль-Маре»[эст.];
- Paldiski mnt 104В — концертно-спортивный зал «Саку-суурхалль», в котором в 2002 году проходил конкурс песни Евровидение;
- Kaeravälja tn 3 — магазин строительных материалов торговой сети «Bauhaus»[11];
- Haabersti tn 1 — супермаркет торговой сети «Rimi»[12];
- Haabersti tn 5 — спортклуб «MyFitness Rocca al Mare»[13];
- Lõuka tn 6 — центр досуга и пляжного спорта «Teras Beach». Открыт 9 декабря 2017 года и на тот момент являлся уникальным крытым пляжем. Располагается на территории и в помещениях Опытно-механического завода «Терас», работавшего в 1956—1991 годах. Включает в себя просторный зал с 26-градусным белым песком и сауны[14].

## Общественный транспорт
В микрорайоне курсируют городские автобусы маршрутов № 4, 21, 21А, 21В, 41 и 41В.

## Галерея

Микрорайон Хааберсти
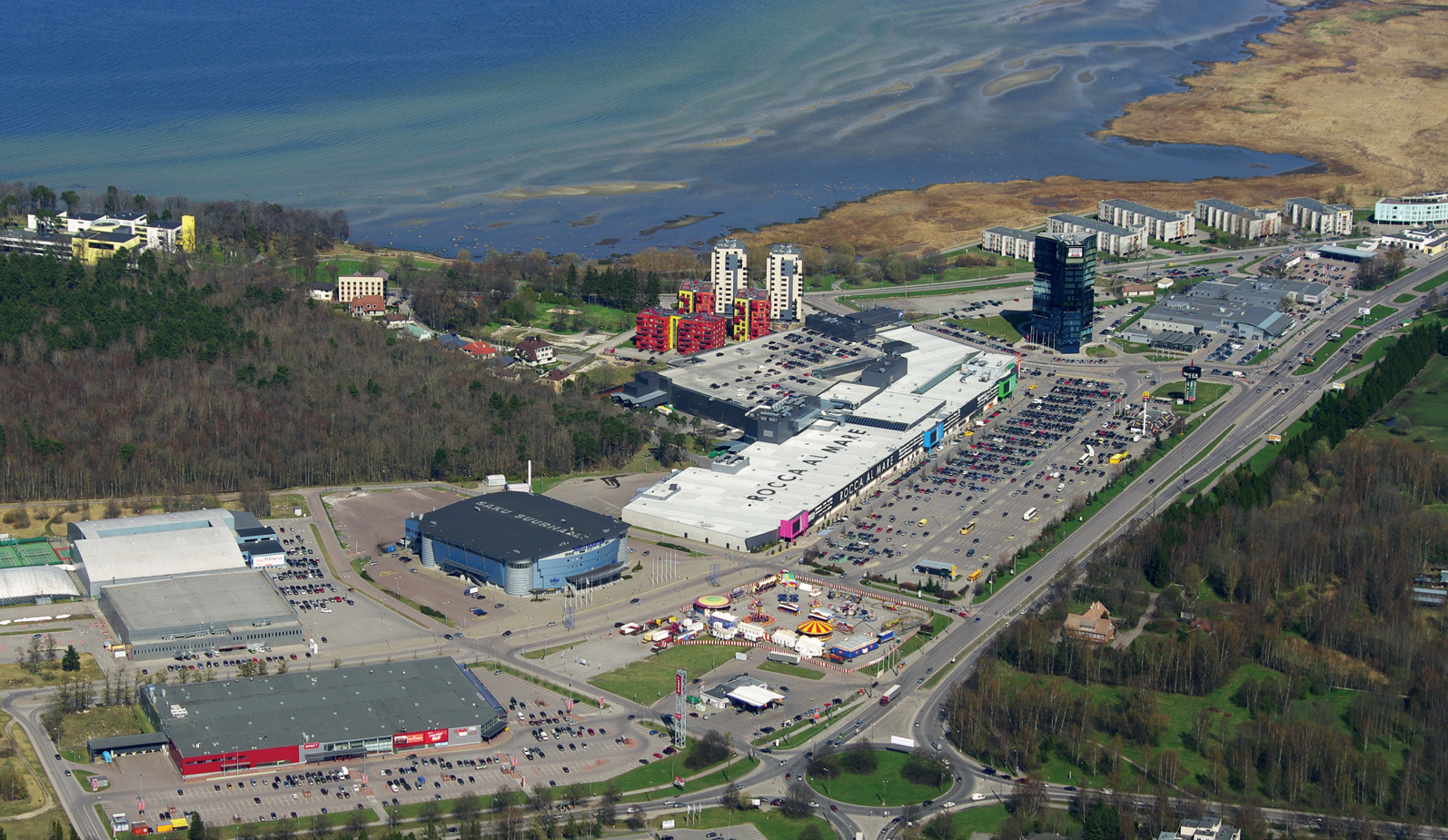
Аэрофото микрорайона Хааберсти
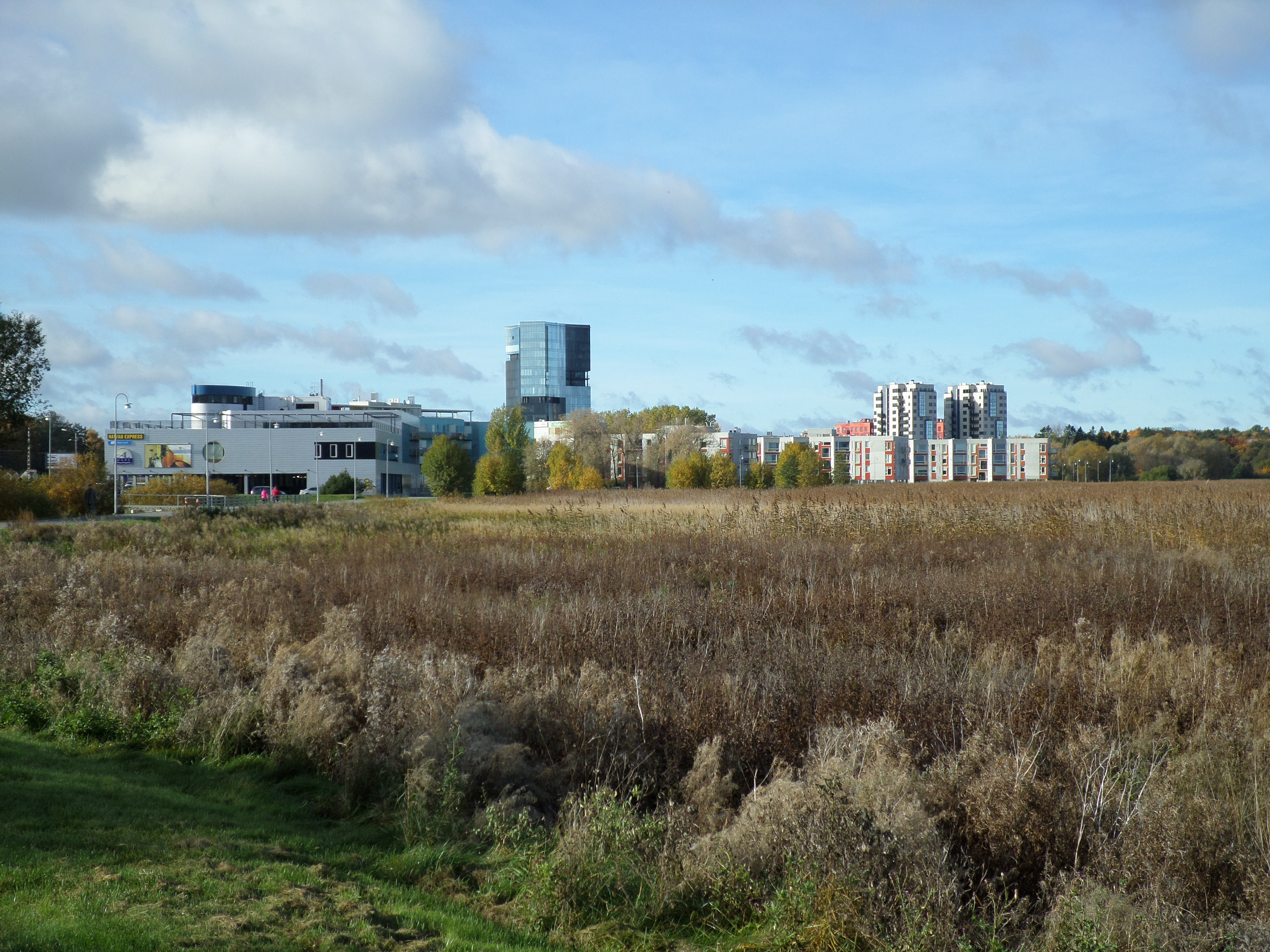
Вид на Хааберсти с морского променада
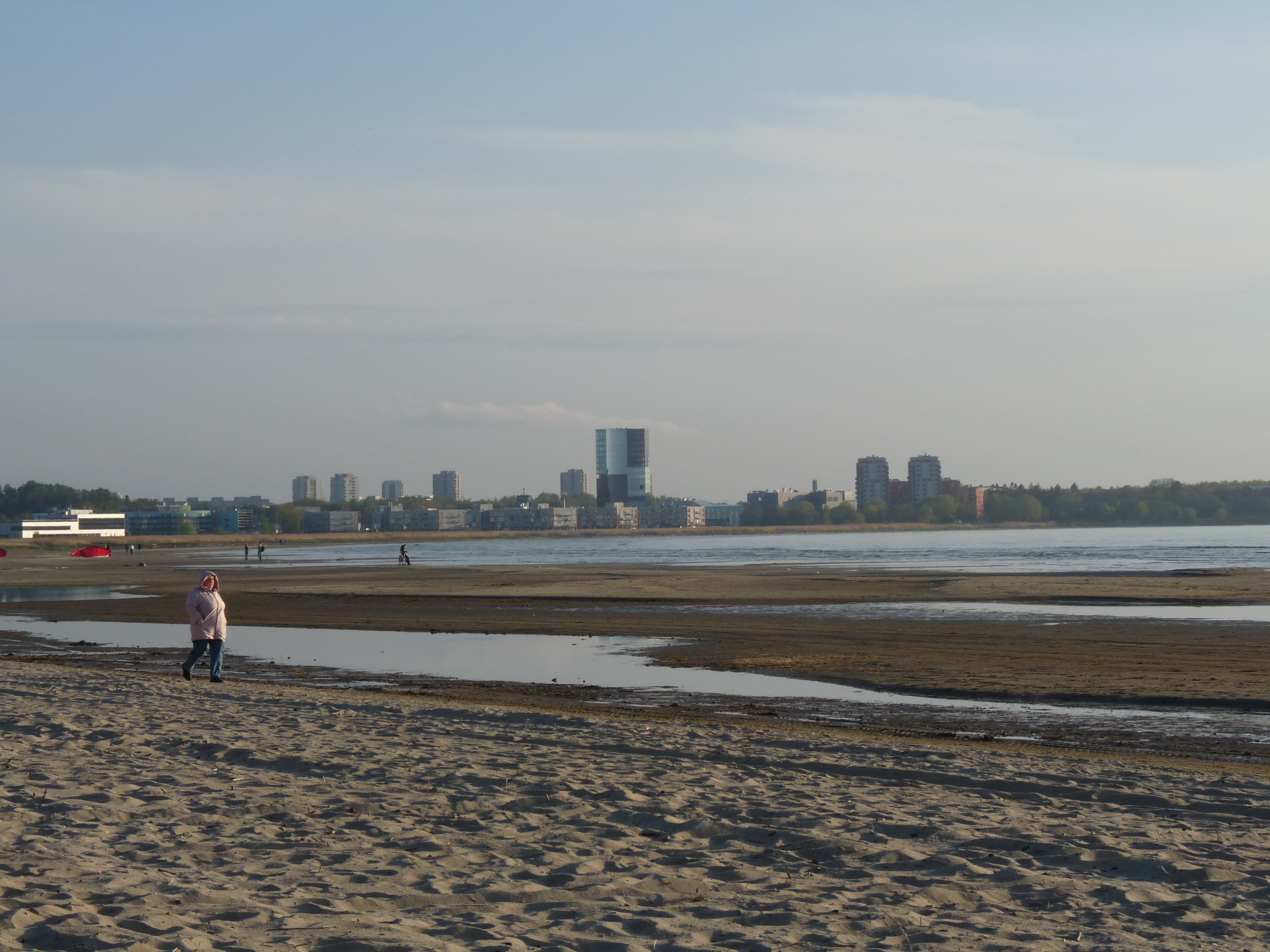
Вид на Хааберсти с пляжа Пелгуранд (Штромка)
Палдиское шоссе в микрорайоне Хааберсти
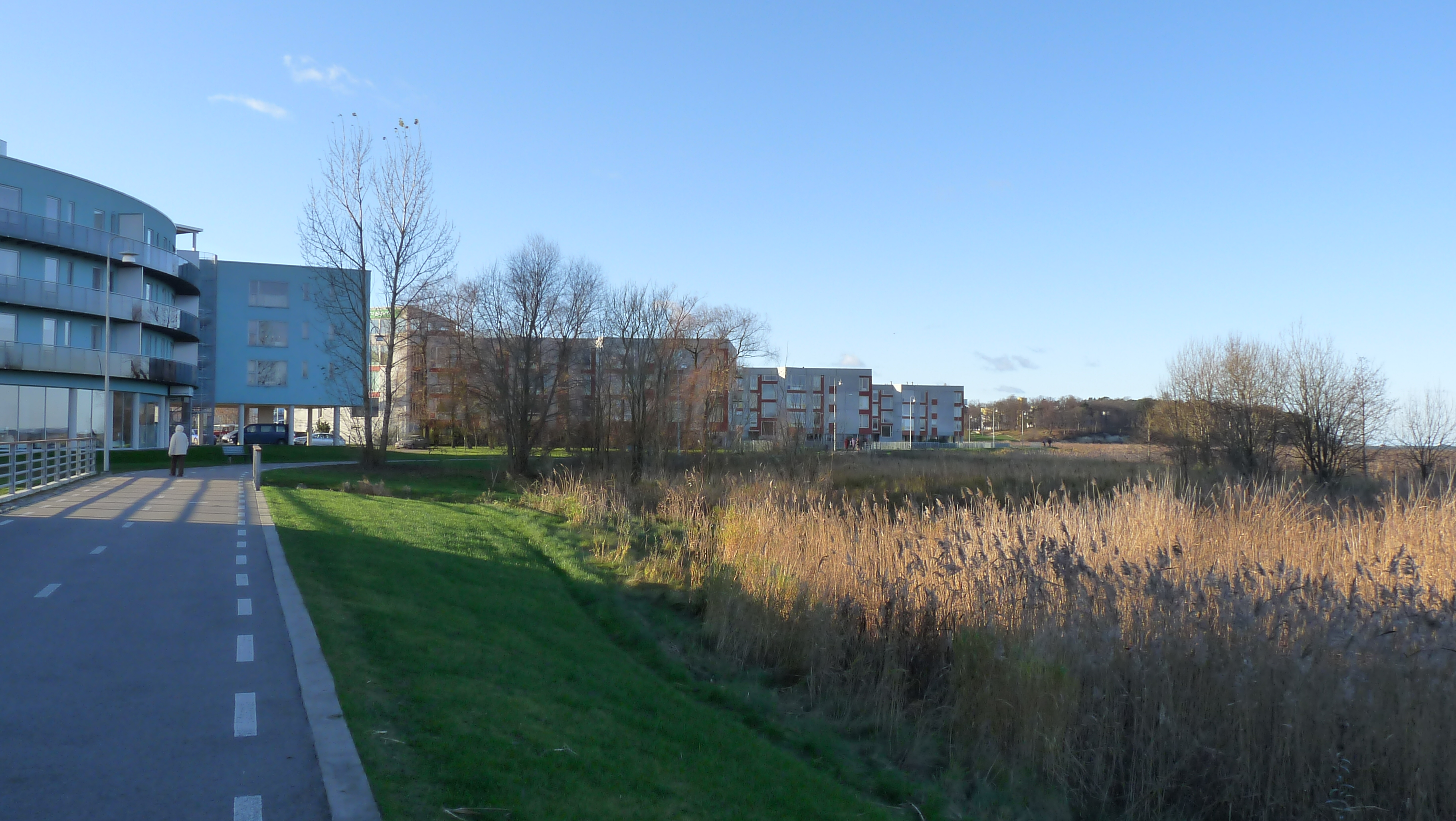
Жилые дома на берегу моря
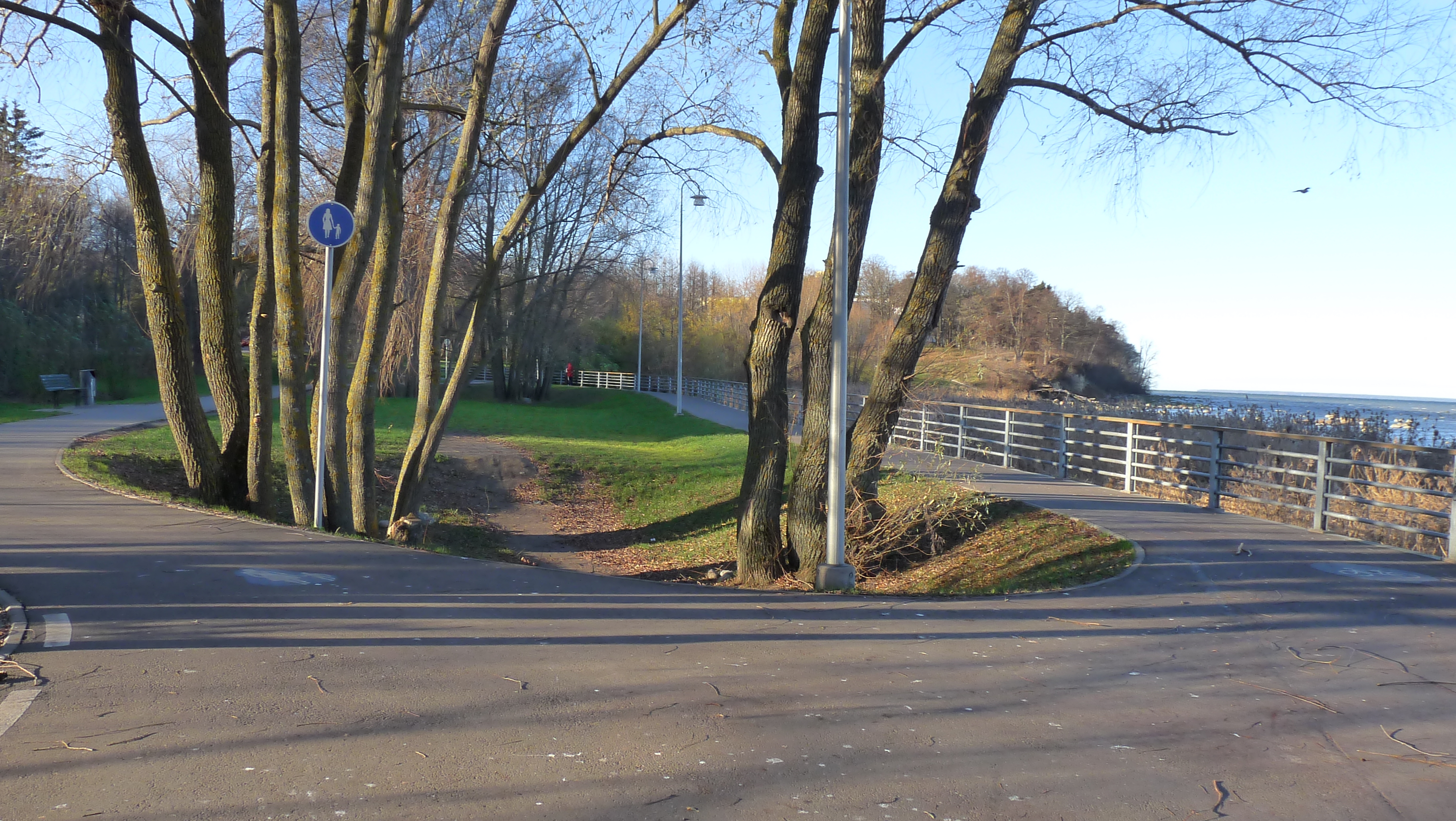
Морской променад в микрорайоне Хааберсти
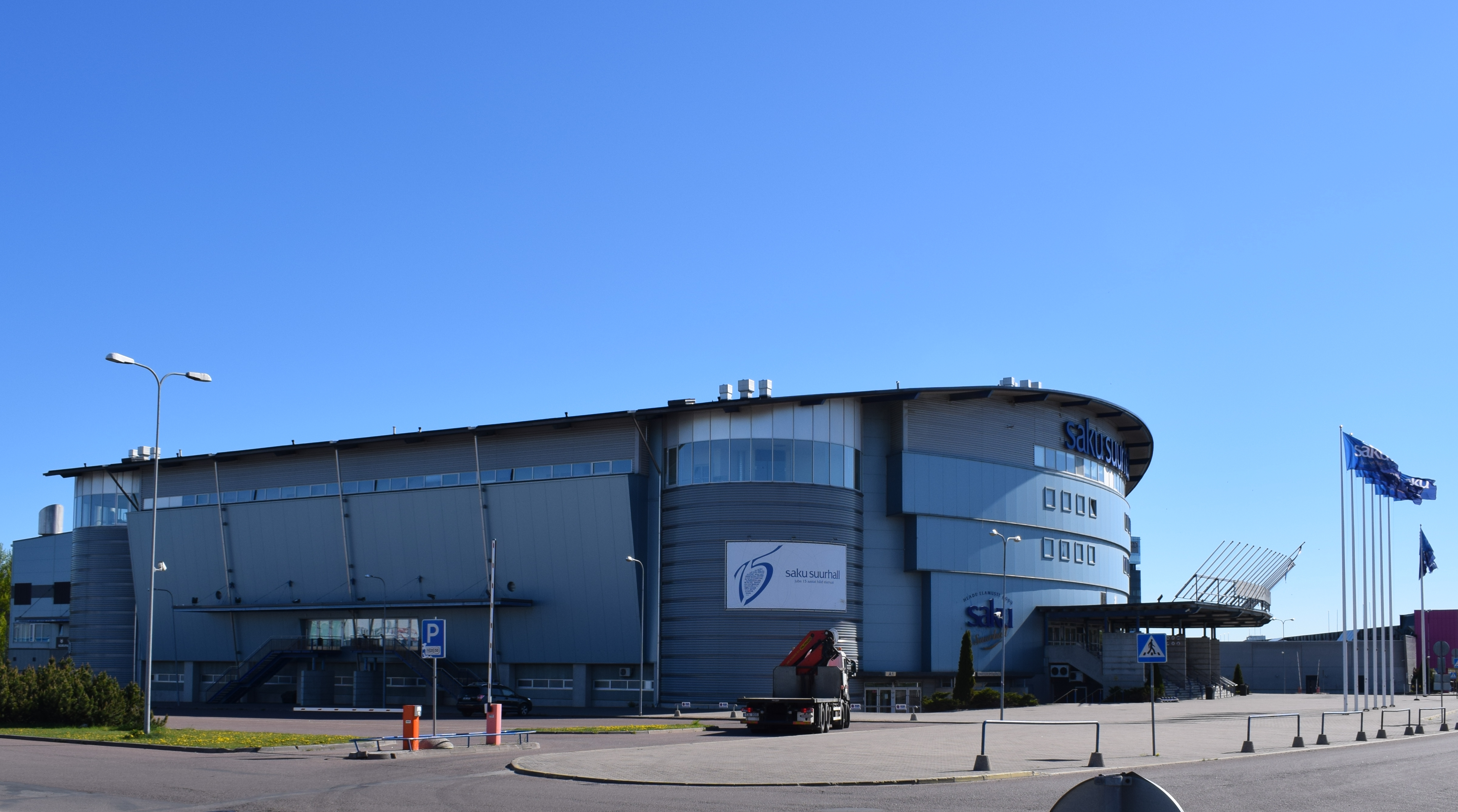
Концертно-спортивный комплекс «Саку Суурхалль»
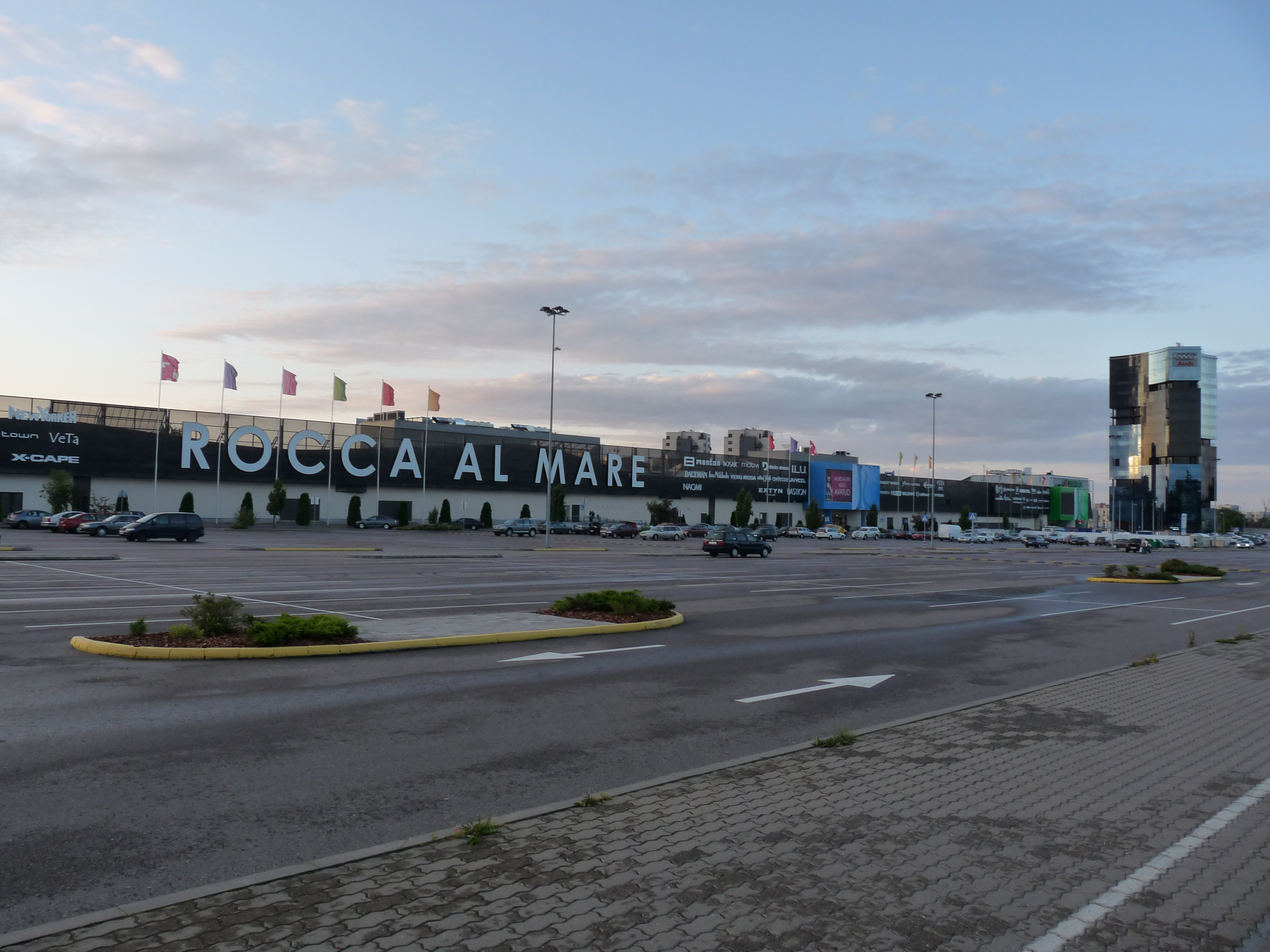
Торговый центр «Рокка-аль-Маре»
Бизнес-здание Al-Mare